# Iglesia de Santa María de las Rocas
La Iglesia de Santa María de las Rocas (Sv. Marija de Skrilinah) es un templo católico del siglo XIII que está situado a un kilómetro al noreste de Beram, en la región de Istria de Croacia.

## Interior
En su interior se puede contemplar una de las pinturas murales medievales (1474) más valiosas de este país. Los frescos del último gótico están muy bien conservados y casi cubren totalmente las paredes interiores de la iglesia. Son obra del maestro Vincent de Kastav y eran encomendadas por la Cofradía de Santa María de Beram. Mayoritariamente están dedicadas a escenas de la vida de Santa María y Jesús.
La escena más impactante es la de la Danza de los Muertos, donde comerciantes, cardenales, e incluso el mismo Papa bailan junto a la muerte. La pintura que ocupa un espacio más grande es la Adoración de los Reyes.
El ciclo de frescos muestran todas las características de la zona. Los modelos, con una simplificación muy tradicional, se incorporan en una única narración.
En el siglo XVIII, la iglesia se amplió y en la renovación se taparon con nuevos frescos. En 1913 se redescubrieron y restauraron tal como están actualmente.